# Helge Breloer

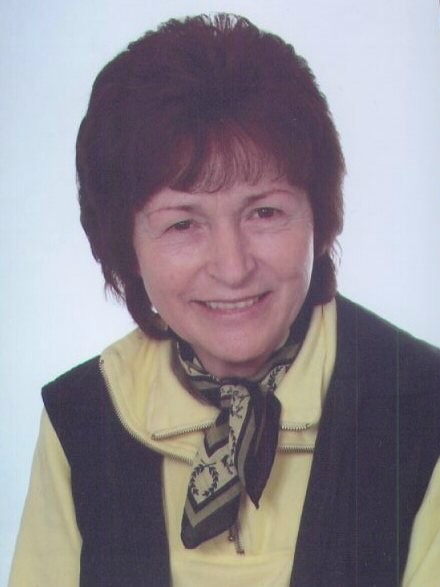
Helge Breloer

Helge Breloer, geborene Martin, (* 28. Oktober 1937 in Mönchengladbach; † 23. April 2011 in Dortmund) war eine deutsche Juristin und Sachbuchautorin. Sie war Sachverständige und Wertermittlungs-Expertin für Bäume und Sträucher.

## Leben
Helge Breloer war die Tochter von Illa und Ernst J. Martin. Sie besuchte die Liebfrauenschule Mülhausen und studierte Rechtswissenschaften in Köln, Freiburg und München. Sie war als freischaffende Sachverständige für Baumpflege, Verkehrssicherheit von Bäumen und Gehölzwertermittlung tätig. Für diese Fachgebiete war sie von 1982 bis 2009 von der Landwirtschaftskammer Nordrhein-Westfalen als Sachverständige öffentlich bestellt und vereidigt. Von 2001 bis 2008 war sie Lehrbeauftragte für Gutachterwesen und Gehölzwertermittlung an der Fachhochschule Osnabrück.
Mit Werner Koch hatte sie von 1983 bis zu seinem Tod im Jahr 1993 zusammengearbeitet und führte danach das von ihm entwickelte Sachwertverfahren zur Baumwert- und Baumschadenberechnung, die vom Bundesgerichtshof so bezeichnete und in Praxis und Rechtsprechung anerkannte „Methode Koch“ fort. Sie hat außerdem auf dem Gebiet der Schadenskunde von Bäumen einige Jahre mit Claus Mattheck vom Forschungszentrum Karlsruhe zusammengearbeitet.
Zum Thema Bäume und Recht veröffentlichte Helge Breloer häufig Artikel in gartenbaulichen sowie forstwirtschaftlichen Magazinen und juristischen Zeitschriften. Außerdem war sie Autorin der Reihe Bäume & Recht mit fortlaufenden Neuauflagen. Neben der Methode Koch waren „ihre thematischen Schwerpunkte der Baumschutz, Ächtung von Baumverstümmelungen, das Nachbarrecht und Verkehrssicherungspflicht bei Bäumen.“ Zweimal im Jahr veranstaltete sie an einem Samstag ein kostenloses Spezial-Seminar, „Runder Tisch“ genannt, in dem sie Anfänger und erfahrene Sachverständige auf den aktuellen Stand der Gerichtsbarkeit brachte.
Breloer war Referentin auf zahlreichen Fachseminaren in der ganzen Bundesrepublik, aber auch in Österreich und Holland. Dabei setzte sie sich für den Schutz und Erhalt der Bäume und gegen überzogene Sicherheitsanforderungen im Rahmen der Verkehrssicherungspflicht ein. Sie war Initiatorin und Mitarbeiterin des 2006 gegründeten Baumzentrums, einer Fort- und Weiterbildungsstätte in Tecklenburg, wo sie sich besonders um die Ausbildung der LWK-zertifizierten Baumkontrolleure bemühte; sie wohnte zuletzt in Dortmund.
Dort verstarb die Mutter dreier Kinder am Osterwochenende 2011 im Alter von 73 Jahren, nachdem ein Pferd ihr am 5. April 2011 schwere innere Verletzungen zugefügt hatte.

## Zitat
„Immer stand sie auf der Seite der Bäume und denjenigen, die tagtäglich damit befasst sind. Bei ihrem fast dreißigjährigen Einsatz und Kampf für die Bäume, gegen überzogene Ansprüche aus Verkehrssicherungspflichten, für angemessene Arbeitsbedingungen der Kollegen in den Fachämtern, für sachgerechte Baumpflege und gegen alle übrigen Baumungerechtigkeiten hat sie tiefe Spuren hinterlassen.“

## Schriften (Auswahl)
- Eingriffe in den Wurzelbereich von Bäumen. Beweissicherung, Ursachenermittlung, Schadensberechnung (zusammen mit Werner Koch, Gregor Blauermel). SVK-Verlag. Wilnsdorf 1984. ISBN 3-89061-031-5
- Baumwert und Baumschutzsatzung. Wertermittlung einer Ahorngruppe im Geltungsbereich der Baumschutzsatzung (zusammen mit Werner Koch). SVK-Verlag. Wilnsdorf 1986. ISBN 3-89061-064-1
- Gewährleistung bei Pflanzarbeiten: Schäden an Bäumen durch unzureichende Bodenvorbereitung und nicht fachgerechte Pflanzung. SVK-Verlag. Wilnsdorf 1986. ISBN 3-89061-065-X
- Wertermittlung von Bäumen und Sträuchern. Die vom Bundesgerichtshof anerkannte Methode Koch im Vergleich zu anderen Methoden. SVK-Verlag. Wilnsdorf 1988. ISBN 3-89061-082-X
- Baum und Strauch im Nachbarrecht. Grenzabstände in den Landesgesetzen. SVK-Verlag. Wilnsdorf 1988. ISBN 3-89061-078-1
- Verkehrssicherungspflicht bei Bäumen aus rechtlicher und fachlicher Sicht. SVK-Verlag. Wilnsdorf 1989. ISBN 3-89061-089-7
- Handbuch der Schadenskunde von Bäumen. Der Baumbruch in Mechanik und Rechtsprechung (zusammen mit Claus Mattheck). Rombach. Freiburg/Breisgau 1993. ISBN 3-7930-9085-X
- The body language of trees. A handbook for failure analysis. Claus Mattheck/Helge Breloer. Research for Amenity trees No. 4, HMSO Publications Centre. London 1994. ISBN 0-11-753067-0
- Handboek Boomveiligheid. De boombreuk in mechanica en rechtsspraak. Claus Mattheck/Helge Breloer. Pius Floris Produkties NL. Almere-Haven 1995. ISBN 90-802806-1-5
- Was ist mein Baum wert? Ein Ratgeber für Bürger. Thalacker. Braunschweig 1995. ISBN 3-87815-070-9
- Aktualisierte Gehölzwerttabellen. Bäume und Sträucher als Grundstücksbestandteile an Straßen, in Parks und Gärten sowie in der freien Landschaft; einschließlich Obstgehölze (Verfasser Werner Koch, Bearbeitung Helge Breloer). - Auszug – VVW. Karlsruhe 1997. ISBN 3-88487-634-1
- Bäume, Sträucher und Hecken im Nachbarrecht. Grenzabstände in den Landesgesetzen. Thalacker-Medien. Braunschweig 1998. ISBN 3-87815-072-5
- La stabilità degli alberi. Fenomeni meccanici e implicazioni legali dei cedimenti degli alberi (di Claus Mattheck e Helge Breloer). Versione italiana a cura di: Coop. Demetra r.l. Trad.: Patrizia Gatti. Verde Ed. Milano 1998. ISBN 88-86569-06-8
- Grünflächen-Pflegemanagement. Dynamische Pflege von Grün. 45 Tabellen (Hrsg. Alfred Niesel). Ulmer. Stuttgart 2006. ISBN 978-3-8001-4948-3